# Rozdrażew (gmina)
Rozdrażew – gmina wiejska w województwie wielkopolskim, w powiecie krotoszyńskim. W latach 1975–1998 gmina położona była w województwie kaliskim.
Siedziba gminy to Rozdrażew.
Według danych z 30 czerwca 2004 gminę zamieszkiwały 5164 osoby.

## Struktura powierzchni
Według danych z roku 2002 gmina Rozdrażew ma obszar 79,47 km², w tym:
- użytki rolne: 92%
- użytki leśne: 0%

Gmina stanowi 11,13% powierzchni powiatu.

## Demografia

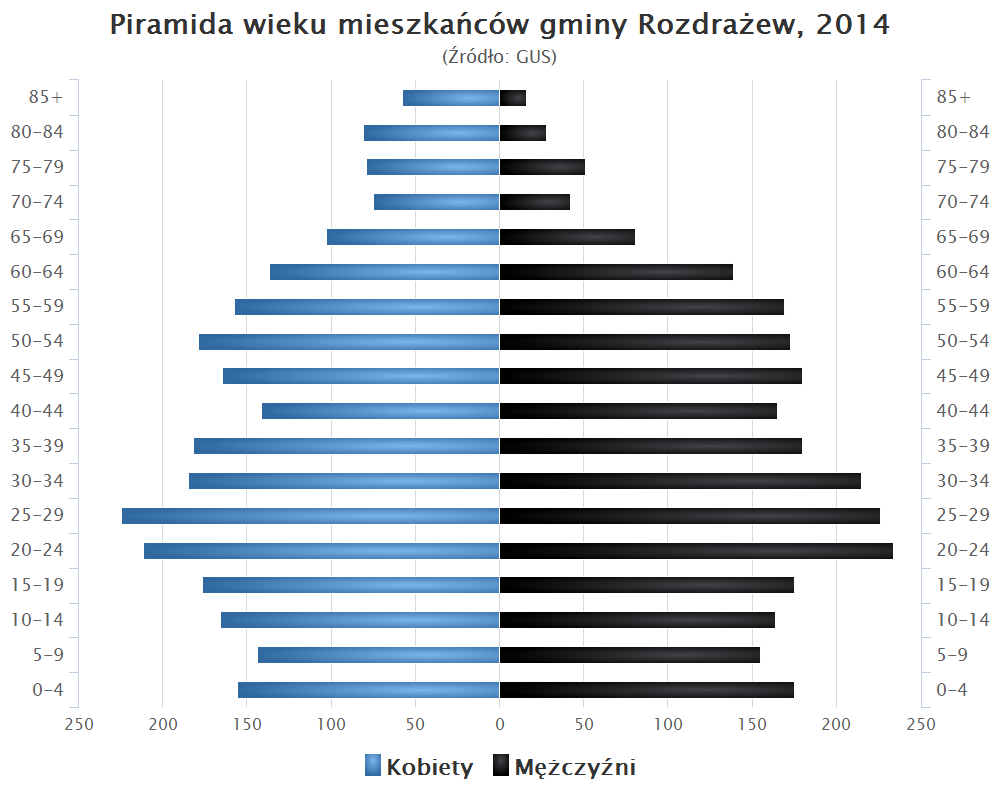
Piramida wieku mieszkańców gminy Rozdrażew w 2014 roku

Dane z 30 czerwca 2004:
| Opis                              | Ogółem | Ogółem | Kobiety | Kobiety | Mężczyźni | Mężczyźni |
| --------------------------------- | ------ | ------ | ------- | ------- | --------- | --------- |
| jednostka                         | osób   | %      | osób    | %       | osób      | %         |
| populacja                         | 5164   | 100    | 2600    | 50,3    | 2564      | 49,7      |
| gęstość zaludnienia (mieszk./km²) | 65     | 65     | 32,7    | 32,7    | 32,3      | 32,3      |

## Sołectwa
Budy, Chwałki, Dąbrowa, Dzielice, Grębów, Henryków, Maciejew, Nowa Wieś, Rozdrażew, Rozdrażewek, Trzemeszno, Wolenice, Wyki.
Miejscowości bez statusu sołectwa: Dębowiec, Ryczków, Wygoda

## Sąsiednie gminy
Dobrzyca, Koźmin Wielkopolski, Krotoszyn